# Dagmar Liekens
Dagmar Liekens (9 juni 1969) is een Vlaams presentatrice, actrice en fotomodel.

## Biografie
Liekens was vanaf 1988 professioneel actief als internationaal fotomodel.
Liekens had de hoofdrol in de film She Good Fighter en figureerde in Koko Flanel. Ze presenteerde op VT4 Beestig leuk en samen met Chris Van den Durpel de Vlaamse versie van het spelprogramma Fort Boyard. Ze was van 1996 tot 1998 een trouw panellid in de Vlaamse versie van Het Swingpaleis. Later volgden ook nog Zo vader, zo zoon, Sterrenslag en Wie van de drie.

## Persoonlijk
Ze had een tijd een relatie met Koen Wauters van Clouseau. Ze is gehuwd met een Fransman en moeder van drie kinderen.
- Gemeinsame Normdatei: 141784474
- International Standard Name Identifier: 0000 0000 9996 2445
- MusicBrainz: 0abbe4fa-fdfe-448e-979c-122a26bdfaee
- Virtual International Authority File: 148507665